# Герман Дорн
Герман Дорн (нім. Hermann Dohrn; 1885 — ?) — кавалер Лицарського хреста Хреста Воєнних заслуг.

## Нагороди
- Хрест Воєнних заслуг 2-го і 1-го класу
- Лицарський хрест Хреста Воєнних заслуг (10 серпня 1944)[2] — як голова риболовного кооперативу Holsatia.[1]